# Tropomiozinska receptorska kinaza B
TrkB receptor (TrkB tirozinska kinaza, receptor BDNF/NT-3 faktora rasta, receptorska neurotrofna tirozinska kinaza, tip 2) protein je koji je kod ljudi kodiran NTRK2 genom.

## Interakcije
TrkB formira interakcije sa:
- Neurotrofni moždani faktor (BDNF),[6][7]
- FYN,[8]
- NCK2,[9]
- PLCG1,[9][10]
- Sekvestosom 1,[11] i
- SHC3.[9][12]

## Ligandi

### Agonisti
- Moždani neurotrofni faktor (BDNF)
- Neurotrofin-3 (NT-3)
- Neurotrofin-4 (NT-4)
- N-Acetilserotonin
- HIOC
- Amitriptilin[13]
- 7,8-Dihidroksiflavon
- 7,8,3'-Trihidroksiflavon
- 4'-Dimetilamino-7,8-dihidroksiflavon[14]
- Deoksigedunin[15]
- LM-22A4

## Literatura
- Klein R, Conway D, Parada LF, Barbacid M (1990). „The trkB tyrosine protein kinase gene codes for a second neurogenic receptor that lacks the catalytic kinase domain”. Cell. 61 (4): 647—56. PMID 2160854. doi:10.1016/0092-8674(90)90476-U.
- Squinto SP, Stitt TN, Aldrich TH, Davis S, Bianco SM, Radziejewski C, Glass DJ, Masiakowski P, Furth ME, Valenzuela DM (1991). „trkB encodes a functional receptor for brain-derived neurotrophic factor and neurotrophin-3 but not nerve growth factor”. Cell. 65 (5): 885—93. PMID 1710174. doi:10.1016/0092-8674(91)90395-F.
- Rose CR, Blum R, Pichler B, Lepier A, Kafitz KW, Konnerth A (2003). „Truncated TrkB-T1 mediates neurotrophin-evoked calcium signalling in glia cells”. Nature. 426 (6962): 74—8. PMID 14603320. doi:10.1038/nature01983.
- Ohira K, Kumanogoh H, Sahara Y, Homma KJ, Hirai H, Nakamura S, Hayashi M (2005). „A truncated tropomyosin-related kinase B receptor, T1, regulates glial cell morphology via Rho GDP dissociation inhibitor 1”. J. Neurosci. 25 (6): 1343—53. PMID 15703388. doi:10.1523/JNEUROSCI.4436-04.2005.
- Yamada K, Nabeshima T (2003). „Brain-derived neurotrophic factor/TrkB signaling in memory processes”. J. Pharmacol. Sci. 91 (4): 267—70. PMID 12719654. doi:10.1254/jphs.91.267.
- Soppet D, Escandon E, Maragos J, Middlemas DS, Reid SW, Blair J, Burton LE, Stanton BR, Kaplan DR, Hunter T, Nikolics K, Parada LF (1991). „The neurotrophic factors brain-derived neurotrophic factor and neurotrophin-3 are ligands for the trkB tyrosine kinase receptor”. Cell. 65 (5): 895—903. PMID 1645620. doi:10.1016/0092-8674(91)90396-G.
- Squinto SP, Stitt TN, Aldrich TH, Davis S, Bianco SM, Radziejewski C, Glass DJ, Masiakowski P, Furth ME, Valenzuela DM (1991). „trkB encodes a functional receptor for brain-derived neurotrophic factor and neurotrophin-3 but not nerve growth factor”. Cell. 65 (5): 885—93. PMID 1710174. doi:10.1016/0092-8674(91)90395-F.
- Haniu M, Talvenheimo J, Le J, Katta V, Welcher A, Rohde MF (1995). „Extracellular domain of neurotrophin receptor trkB: disulfide structure, N-glycosylation sites, and ligand binding”. Arch. Biochem. Biophys. 322 (1): 256—64. PMID 7574684. doi:10.1006/abbi.1995.1460.
- Ip NY, Stitt TN, Tapley P, Klein R, Glass DJ, Fandl J, Greene LA, Barbacid M, Yancopoulos GD (1993). „Similarities and differences in the way neurotrophins interact with the Trk receptors in neuronal and nonneuronal cells”. Neuron. 10 (2): 137—49. PMID 7679912. doi:10.1016/0896-6273(93)90306-C.
- Slaugenhaupt SA, Blumenfeld A, Liebert CB, Mull J, Lucente DE, Monahan M, Breakefield XO, Maayan C, Parada L, Axelrod FB (1995). „The human gene for neurotrophic tyrosine kinase receptor type 2 (NTRK2) is located on chromosome 9 but is not the familial dysautonomia gene”. Genomics. 25 (3): 730—2. PMID 7759111. doi:10.1016/0888-7543(95)80019-I.
- Shelton DL, Sutherland J, Gripp J, Camerato T, Armanini MP, Phillips HS, Carroll K, Spencer SD, Levinson AD (1995). „Human trks: molecular cloning, tissue distribution, and expression of extracellular domain immunoadhesins”. J. Neurosci. 15 (1 Pt 2): 477—91. PMID 7823156.
- Allen SJ, Dawbarn D, Eckford SD, Wilcock GK, Ashcroft M, Colebrook SM, Feeney R, MacGowan SH (1994). „Cloning of a non-catalytic form of human trkB and distribution of messenger RNA for trkB in human brain”. Neuroscience. 60 (3): 825—34. PMID 7936202. doi:10.1016/0306-4522(94)90507-X.
- Rydén M, Ibáñez CF (1996). „Binding of neurotrophin-3 to p75LNGFR, TrkA, and TrkB mediated by a single functional epitope distinct from that recognized by trkC”. J. Biol. Chem. 271 (10): 5623—7. PMID 8621424. doi:10.1074/jbc.271.10.5623.
- Yamamoto M, Sobue G, Yamamoto K, Terao S, Mitsuma T (1996). „Expression of mRNAs for neurotrophic factors (NGF, BDNF, NT-3, and GDNF) and their receptors (p75NGFR, trkA, trkB, and trkC) in the adult human peripheral nervous system and nonneural tissues”. Neurochem. Res. 21 (8): 929—38. PMID 8895847. doi:10.1007/BF02532343.
- Valent A, Danglot G, Bernheim A (1997). „Mapping of the tyrosine kinase receptors trkA (NTRK1), trkB (NTRK2) and trkC(NTRK3) to human chromosomes 1q22, 9q22 and 15q25 by fluorescence in situ hybridization”. Eur. J. Hum. Genet. 5 (2): 102—4. PMID 9195161.
- Haniu M, Montestruque S, Bures EJ, Talvenheimo J, Toso R, Lewis-Sandy S, Welcher AA, Rohde MF (1997). „Interactions between brain-derived neurotrophic factor and the TRKB receptor. Identification of two ligand binding domains in soluble TRKB by affinity separation and chemical cross-linking”. J. Biol. Chem. 272 (40): 25296—303. PMID 9312147. doi:10.1074/jbc.272.40.25296.
- Nakamura T, Muraoka S, Sanokawa R, Mori N (1998). „N-Shc and Sck, two neuronally expressed Shc adapter homologs. Their differential regional expression in the brain and roles in neurotrophin and Src signaling”. J. Biol. Chem. 273 (12): 6960—7. PMID 9507002. doi:10.1074/jbc.273.12.6960.
- Hackett SF, Friedman Z, Freund J, Schoenfeld C, Curtis R, DiStefano PS, Campochiaro PA (1998). „A splice variant of trkB and brain-derived neurotrophic factor are co-expressed in retinal pigmented epithelial cells and promote differentiated characteristics”. Brain Res. 789 (2): 201—12. PMID 9573364. doi:10.1016/S0006-8993(97)01440-6.
- Iwasaki Y, Gay B, Wada K, Koizumi S (1998). „Association of the Src family tyrosine kinase Fyn with TrkB”. J. Neurochem. 71 (1): 106—11. PMID 9648856. doi:10.1046/j.1471-4159.1998.71010106.x.
- Qian X, Riccio A, Zhang Y, Ginty DD (1998). „Identification and characterization of novel substrates of Trk receptors in developing neurons”. Neuron. 21 (5): 1017—29. PMID 9856458. doi:10.1016/S0896-6273(00)80620-0.
- Bibel M, Hoppe E, Barde YA (1999). „Biochemical and functional interactions between the neurotrophin receptors trk and p75NTR”. EMBO J. 18 (3): 616—22. PMC 1171154 . PMID 9927421. doi:10.1093/emboj/18.3.616.
- Yamada M, Ohnishi H, Sano S, Araki T, Nakatani A, Ikeuchi T, Hatanaka H (1999). „Brain-derived neurotrophic factor stimulates interactions of Shp2 with phosphatidylinositol 3-kinase and Grb2 in cultured cerebral cortical neurons”. J. Neurochem. 73 (1): 41—9. PMID 10386953. doi:10.1046/j.1471-4159.1999.0730041.x.
- Ultsch MH, Wiesmann C, Simmons LC, Henrich J, Yang M, Reilly D, Bass SH, de Vos AM (1999). „Crystal structures of the neurotrophin-binding domain of TrkA, TrkB and TrkC”. J. Mol. Biol. 290 (1): 149—59. PMID 10388563. doi:10.1006/jmbi.1999.2816.

## Spoljašnje veze
- Memories are made of this molecule - New Scientist, 15 January 2007.